# Station Mellendorf
Station Mellendorf (Bahnhof Mellendorf) is een spoorwegstation in de Duitse plaats Mellendorf, gemeente Wedemark, in de deelstaat Nedersaksen. Het station ligt aan de spoorlijn Hannover - Bremervörde.

## Indeling
Het station heeft twee zijperrons, welke niet zijn overkapt maar voorzien van abri's. De perrons zijn verbonden via een overweg in de straat Wedemarkstraße. Rondom het station zijn er diverse fietsenstallingen en parkeerterreinen. De bushalte van het station bevindt zich aan de westzijde in de straat Am Bahngleis, hier staat ook het voormalige stationsgebouw.

## Verbindingen
Het station is onderdeel van de S-Bahn van Hannover, die wordt geëxploiteerd door DB Regio Nord. Daarnaast stoppen er ook Regionalbahn-treinen van erixx op het station. De volgende treinseries doen het station Mellendorf aan:
| Serie | Treinsoort             | Route | Bijzonderheden                                |
| ----- | ---------------------- | --- | --------------------------------------------- |
| RB 38 | Regionalbahn (Erixx)   | Buchholz (Nordheide) – Soltau (Han) – Walsrode – Mellendorf – Hannover Hbf                                  |                                               |
| S4    | S-Bahn (DB Regio Nord) | Bennemühlen – Mellendorf – Hannover Hbf – Hannover Bismarckstraße – Hannover Messe/Laatzen – Hildesheim Hbf | Bennemühlen - Hannover Hbf 2x per uur (ma-za) |